# Bahnstrecke Hechingen–Gammertingen
| Abzweig der Bahnstrecke nach links bei Gammertingen |                      |                                  |                                  |
| Streckennummer (DB): | 9466                 |                                  |                                  |
| Kursbuchstrecke (DB): | 768 307k (1946)      |                                  |                                  |
| Streckenlänge: | 27,0 km              |                                  |                                  |
| Spurweite: | 1435 mm (Normalspur) |                                  |                                  |
| Streckenklasse: | D4                   |                                  |                                  |
| Maximale Neigung: | 28,0 ‰               |                                  |                                  |
| Minimaler Radius: | 180 m                |                                  |                                  |
| Streckengeschwindigkeit: | 80 km/h              |                                  |                                  |
| Zugbeeinflussung: | PZB                  |                                  |                                  |
| |                      |                                  |                                  |
| \| \| \| von Eyach \| \| \| \| \| von Tübingen \| \| \| \| \| vom Bahnhof Hechingen Landesbahn \| \| \| \| \| vom Bahnhof Hechingen \| \| \| \| \| Hechingen \| 498 m \| \| \| 0,0 \| Hechingen Landesbahn \| 492 m \| \| \| 0,4 \| Anschluss Sägewerk Wild \| 493 m \| \| \| \| nach Sigmaringen \| \| \| \| \| \| \| \| \| 0,7 \| Abzw Walkenmühle (seit 1997) \| 494 m \| \| \| 1,4 \| Sigmaringen–Tübingen \| Sigmaringen–Tübingen \| \| \| 1,4 \| Starzel \| Starzel \| \| \| 4,7 \| Schlatt (Hohenz) \| 553 m \| \| \| 7,1 \| Jungingen (Hohenz) \| 590 m \| \| \| 9,3 \| Killer \| 632 m \| \| \| 11,0 \| Hausen-Starzeln \| 674 m \| \| \| 13,0 \| Scheitelpunkt \| 735 m \| \| \| 13,6 \| Burladingen West \| 734 m \| \| \| 14,7 \| Burladingen \| 729 m \| \| \| 16,7 \| Fehla \| Fehla \| \| \| 19,0 \| Gauselfingen \| 700 m \| \| \| 22,5 \| Fehla \| Fehla \| \| \| 22,9 \| Neufra (Hohenz) \| 682 m \| \| \| 25,0 \| Scheitelpunkt („Fehla Höhe“) \| 726 m \| \| \| 25,1 \| Gammertinger Tunnel (48 m) \| Gammertinger Tunnel (48 m) \| \| \| 25,5 \| Gammertingen Europastraße \| 701 m \| \| \| 26,1 \| Alte Steige \| Alte Steige \| \| \| 26,4 \| Hechinger Straße (B 32) \| Hechinger Straße (B 32) \| \| \| 26,6 \| Lauchert \| Lauchert \| \| \| 26,7 \| Reutlinger Straße (L 313) \| Reutlinger Straße (L 313) \| \| \| \| von Engstingen \| \| \| \| 27,0 \| Gammertingen \| 673 m \| \| \| \| nach Sigmaringen \| \| |                      |                                  |                                  |
| Strecke |                      | von Eyach                        | von Eyach                        |
| Strecke · Strecke |                      | von Tübingen                     | von Tübingen                     |
| Strecke · Abzweig geradeaus und von rechts |                      | vom Bahnhof Hechingen Landesbahn | vom Bahnhof Hechingen Landesbahn |
| Abzweig geradeaus und von links · Strecke |                      | vom Bahnhof Hechingen            | vom Bahnhof Hechingen            |
| Strecke · Bahnhof |                      | Hechingen                        | 498 m                            |
| Bahnhof · Strecke | 0,0                  | Hechingen Landesbahn             | 492 m                            |
| Abzweig geradeaus und ehemals nach rechts · Strecke | 0,4                  | Anschluss Sägewerk Wild          | 493 m                            |
| Strecke · Abzweig geradeaus und nach links |                      | nach Sigmaringen                 | nach Sigmaringen                 |
| Verschwenkung nach links · Verschwenkung nach rechts |                      |                                  |                                  |
| Blockstelle | 0,7                  | Abzw Walkenmühle (seit 1997)     | 494 m                            |
| Kreuzung geradeaus unten | 1,4                  | Sigmaringen–Tübingen             | Sigmaringen–Tübingen             |
| Brücke über Wasserlauf | 1,4                  | Starzel                          | Starzel                          |
| Haltepunkt / Haltestelle | 4,7                  | Schlatt (Hohenz)                 | 553 m                            |
| Bahnhof | 7,1                  | Jungingen (Hohenz)               | 590 m                            |
| Haltepunkt / Haltestelle | 9,3                  | Killer                           | 632 m                            |
| Bahnhof | 11,0                 | Hausen-Starzeln                  | 674 m                            |
| Kulminations-/Scheitelpunkt | 13,0                 | Scheitelpunkt                    | 735 m                            |
| Haltepunkt / Haltestelle | 13,6                 | Burladingen West                 | 734 m                            |
| Bahnhof | 14,7                 | Burladingen                      | 729 m                            |
| Brücke über Wasserlauf | 16,7                 | Fehla                            | Fehla                            |
| Bahnhof | 19,0                 | Gauselfingen                     | 700 m                            |
| Brücke über Wasserlauf | 22,5                 | Fehla                            | Fehla                            |
| Haltepunkt / Haltestelle | 22,9                 | Neufra (Hohenz)                  | 682 m                            |
| Kulminations-/Scheitelpunkt | 25,0                 | Scheitelpunkt („Fehla Höhe“)     | 726 m                            |
| Tunnel | 25,1                 | Gammertinger Tunnel (48 m)       | Gammertinger Tunnel (48 m)       |
| Haltepunkt / Haltestelle | 25,5                 | Gammertingen Europastraße        | 701 m                            |
| Brücke | 26,1                 | Alte Steige                      | Alte Steige                      |
| Brücke | 26,4                 | Hechinger Straße (B 32)          | Hechinger Straße (B 32)          |
| Brücke über Wasserlauf | 26,6                 | Lauchert                         | Lauchert                         |
| Brücke | 26,7                 | Reutlinger Straße (L 313)        | Reutlinger Straße (L 313)        |
| Abzweig geradeaus und von links |                      | von Engstingen                   | von Engstingen                   |
| Bahnhof | 27,0                 | Gammertingen                     | 673 m                            |
| Strecke |                      | nach Sigmaringen                 | nach Sigmaringen                 |

Die Bahnstrecke Hechingen–Gammertingen ist eine Nebenbahn in Baden-Württemberg. Sie verläuft von Hechingen über Burladingen nach Gammertingen, ist durchgehend eingleisig und nicht elektrifiziert. Sie wird auch als Hohenzollernbahn, Zollern-Alb-Bahn 2 oder kurz ZAB 2 bezeichnet, im Abschnitt Hechingen–Burladingen auch als Killertalbahn.

## Streckenverlauf

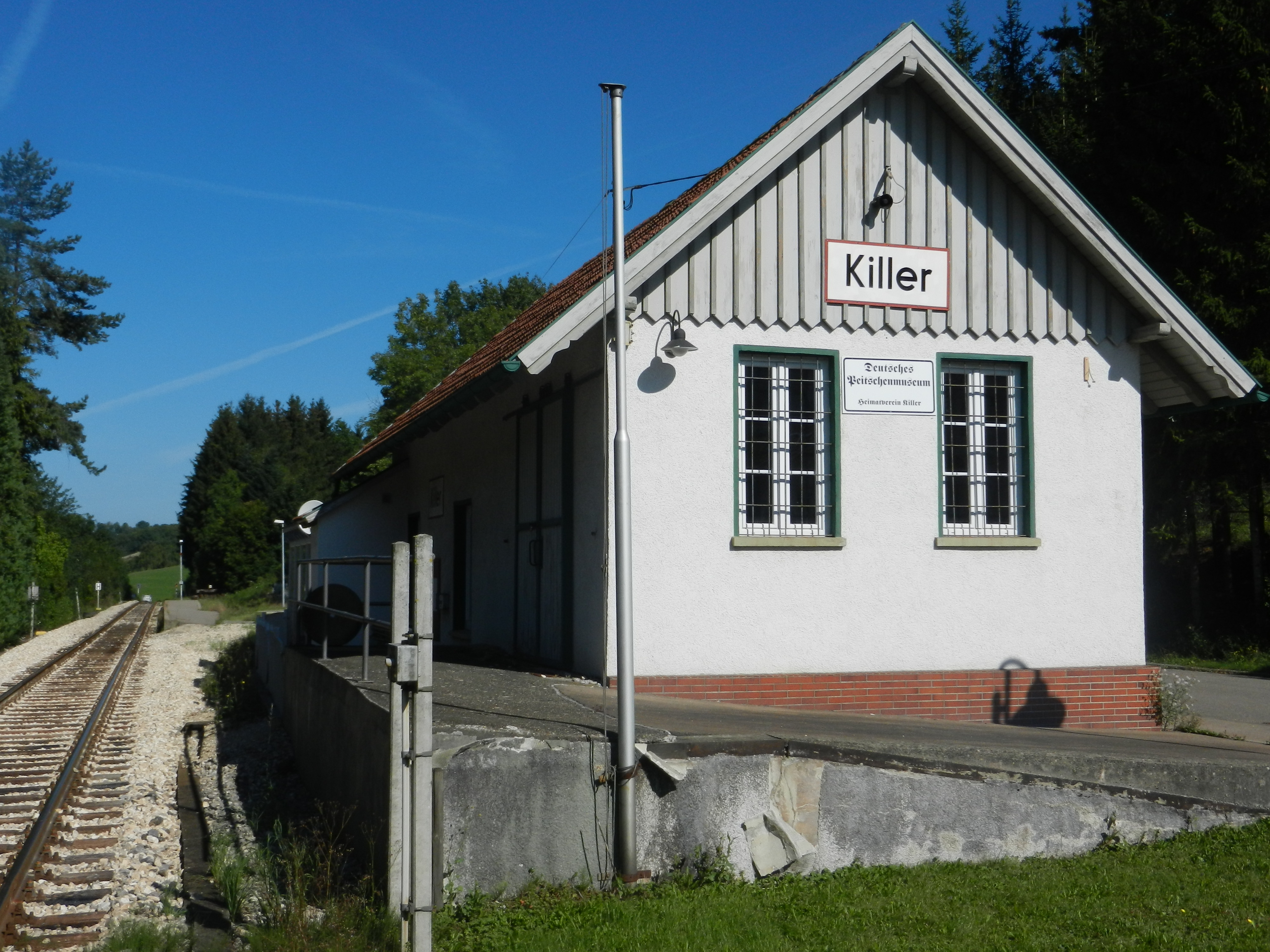
Das Bahnhofsgebäude in Killer beherbergt heute das Deutsche Peitschenmuseum

Die Kilometrierung beginnt am Bahnhof Hechingen Landesbahn, welcher auf der gegenüberliegenden Straßenseite des Bahnhofs Hechingen der Deutschen Bahn liegt. Seit 1997 führt bei Kilometer 0,7 ein Verbindungsgleis aus Richtung Gammertingen in den Staatsbahnhof, in dem seither die Personenzüge der ZAB 2 halten. Im Folgenden unterquert die Strecke die Bahnstrecke Tübingen–Sigmaringen und erreicht den Haltepunkt Schlatt. Weiter entlang der Starzel werden der Kreuzungsbahnhof Jungingen und der Haltepunkt Killer erreicht. Es folgt der Bahnhof Hausen-Starzeln, welcher zwischen den beiden namensgebenden Orten liegt.
Anschließend überwindet die Strecke 60 Höhenmeter und erreicht nach dem Überqueren der Europäischen Hauptwasserscheide den Haltepunkt Burladingen West, dem der Bahnhof Burladingen mit zwei Bahnsteigen und Abstellgleis folgt. Nun verläuft die Strecke im Tal der Fehla zum Kreuzungsbahnhof Gauselfingen, dem der Haltepunkt Neufra (Hohenz) folgt. Nach dem 48 Meter langen Gammertinger Tunnel passiert die Strecke den Haltepunkt Gammertingen Europastraße und führt bei Kilometer 27,0 schließlich aus Westen in den Bahnhof Gammertingen. Kurz zuvor zweigt ein Gleis zur Bahnstrecke Engstingen–Sigmaringen ab, um auch auf Gleis 2 in den Bahnhof einfahren zu können. Am Bahnhof Gammertingen befindet sich das Bahnbetriebswerk der SWEG mit großzügigen Gleisanlagen und Fahrzeughallen.

## Geschichte

### Bau und Inbetriebnahme
Die Hohenzollernsche Lande lagen als lang gezogenes Territorium inmitten des Königreichs Württemberg, deren Staatsbahn dieses „ausländische“ Gebiet lediglich auf dem jeweils kürzesten Weg durchquerte und nur die beiden Kreisstädte Hechingen und Sigmaringen bediente. Die 1899 gegründete Actiengesellschaft Hohenzollern’sche Kleinbahngesellschaft (später Hohenzollerische Landesbahn, kurz HzL) sollte die Hohenzollernsche Lande durch Kleinbahnen erschließen und an das württembergische Eisenbahnnetz anschließen. Am 18. März 1901 wurde der Abschnitt Hechingen–Burladingen als zweite HzL-Strecke eröffnet. Die 13,6 Kilometer lange Strecke hatte keinen Anschluss an eine andere Eisenbahnstrecke und stellte einen sogenannten Inselbetrieb dar. Erst 1908 erlangte sie durch die Inbetriebnahme des Abschnitts Burladingen–Gammertingen Anschluss an die Bahnstrecke Engstingen–Gammertingen, die ebenfalls der HzL gehörte. In diesem Zuge wurde der Lückenschluss zwischen Gammertingen und der bestehenden Bahnstrecke Sigmaringendorf–Hanfertal und somit der Anschluss an die Bahnstrecke Ulm–Sigmaringen hergestellt.

## Betrieb

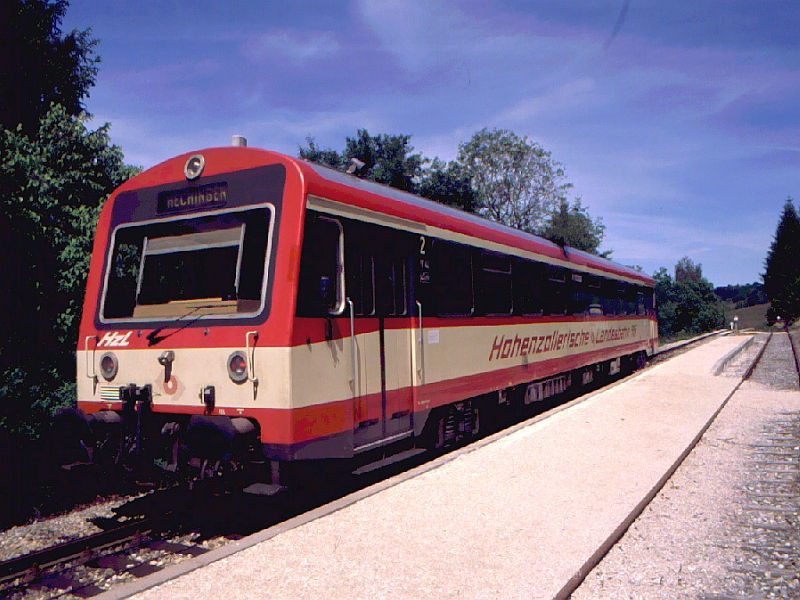
NE 81-Triebwagen der HzL im Bahnhof Killer (2000)

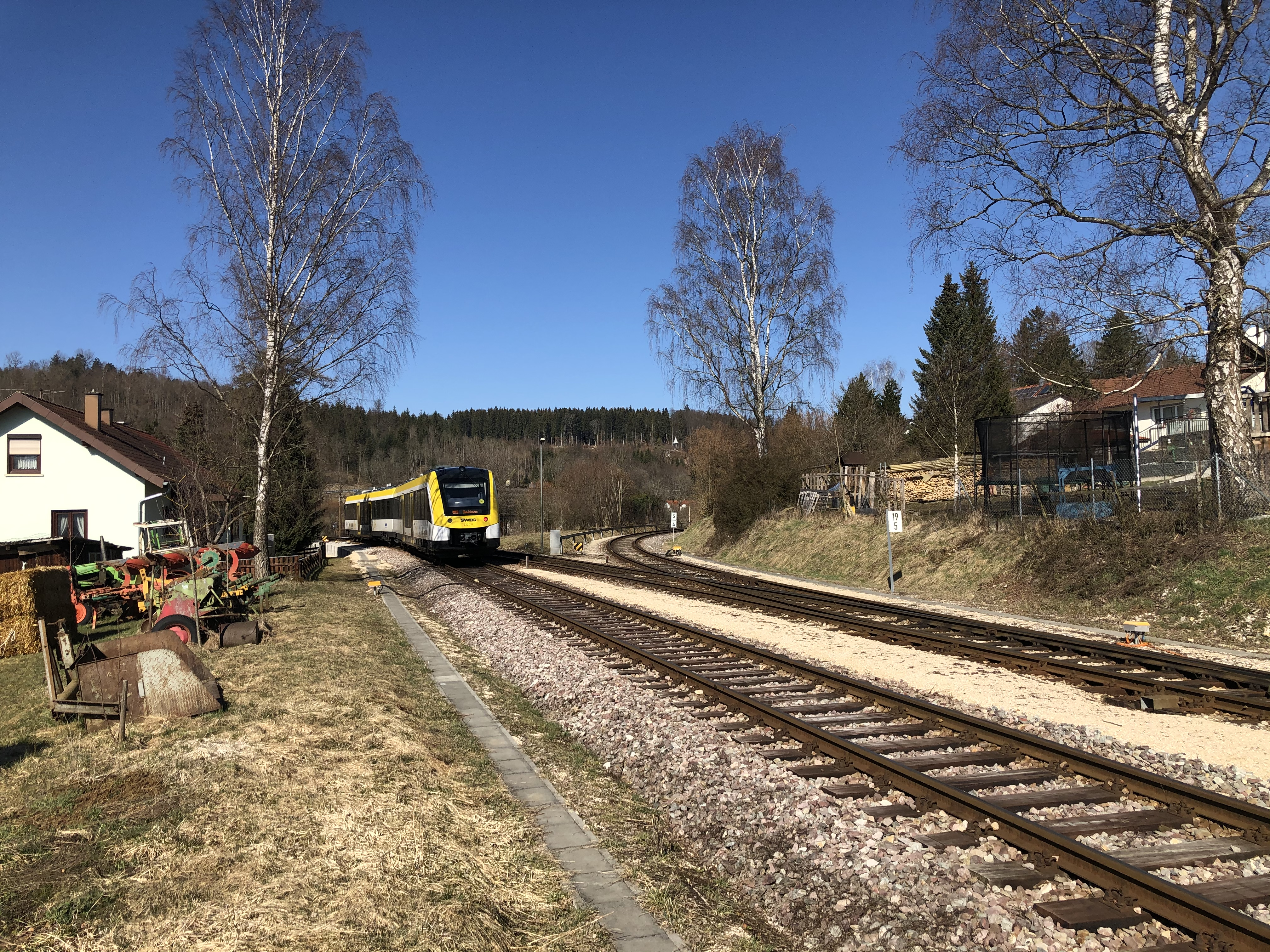
Eine Regionalbahn der SWEG wechselt unmittelbar nördlich des Gammertinger Bahnhofs von der Bahnstrecke Sigmaringen–Engstingen nach links auf die Strecke Richtung Hechingen

Auf der Strecke verkehrt die Linie RB 68 von Hechingen über Gammertingen bis Sigmaringen im Stundentakt, wobei nicht alle Fahrten die komplette Strecke bedienen und ab Gammertingen weiter bis Sigmaringen fahren. Die Stationen Schlatt, Killer, Burladingen West und Gammertingen Europastraße sind als Bedarfshalte eingerichtet.
Der Schienenpersonennahverkehr wird vom Land Baden-Württemberg bestellt. Im Vergabeverfahren 2016 konnte die HzL erneut den Zuschlag für das Netz 14b (Zollern-Alb-Bahn 2) erlangen. Bis 2025 läuft der derzeitige Verkehrsvertrag mit der SWEG, seit der Fusion 2018 der Rechtsnachfolger der Hohenzollerischen Landesbahn.
Bis zum Fahrplanwechsel 2020 verkehrten auf der Strecke Dieseltriebwagen des Typs Regio-Shuttle 1 in der rot-beigen Farbgebung der Hohenzollerischen Landesbahn. Heute werden im Personenverkehr Triebwagen des Typs Lint 54 im Landesdesign Baden-Württemberg eingesetzt.

## Integration in die Regional-Stadtbahn
Der Abschnitt Hechingen–Burladingen ist im Teilnetz 2 des Schienenverkehrsprojekts Regional-Stadtbahn Neckar-Alb enthalten. Nach Fertigstellung von Modul 1 sollen die Strecken Hechingen–Burladingen und Tübingen–Albstadt-Ebingen sowie die Talgangbahn elektrifiziert werden. Im Abschnitt Hechingen–Burladingen soll die Linie S 7 im Stundentakt verkehren.
Eine Elektrifizierung über Burladingen hinaus bis Gammertingen ist in den ursprünglichen Plänen nicht enthalten. Der Zollernalbkreis und der Landkreis Sigmaringen betonen, dass nur eine Elektrifizierung der Gesamtstrecke sinnvoll sei und diese zusätzlich zum Vorhaben der Regional-Stadtbahn erfolgen solle. Beide Landkreise sicherten finanzielle Beteiligung zu, können die Elektrifizierung jedoch nur mit erheblicher Beteiligung des Landes und des Bundes stemmen.
Auch im Hinblick auf das Bahnbetriebswerk der SWEG in Gammertingen sei eine Elektrifizierung der Gesamtstrecke notwendig, um die Erreichbarkeit für elektrische Triebwagen zu gewährleisten.
Seit 2018 befindet sich die Gesamtstrecke Hechingen–Gammertingen im „vordringlichen Bedarf“ des Elektrifizierungskonzepts für das Schienennetz in Baden-Württemberg.

## Forschungsprojekte
Das Ministerium für Verkehr Baden-Württemberg führt mit der Universität Hohenheim und der SWEG in den Jahren 2020 und 2021 ein Forschungsprojekt zur ökologischen Pflege von Flächen entlang von Bahnstrecken durch. Dabei soll untersucht werden, ob durch verschiedene Pflegemaßnahmen weniger Glyphosat notwendig ist, um zu verhindern, dass Pflanzen in das Gleisbett einwachsen und dieses destabilisieren. Gleichzeitig wird untersucht, ob diese Art der Pflege die Flächen ökologisch aufwertet und die Artenvielfalt erhöht.
Anfang 2021 gaben das Ministerium für Verkehr, die SWEG und die Alstom Transport Deutschland GmbH bekannt, ab 1. Mai 2021 einen mit Wasserstoff betriebenen Brennstoffzellenzug des Typs Alstom Coradia iLint auf der Strecke einzusetzen. Erstmals in Baden-Württemberg verkehrt ein solches Fahrzeug im regulären Betrieb. Die Projektpartner erhoffen sich Erkenntnisse über die Alltagstauglichkeit der lokal emissionsfreien Technologie, die eine Alternative zu Dieselfahrzeugen auf nichtelektrifizierten Strecken darstellen könnte. Das Fahrzeug soll im Bahnbetriebswerk Gammertingen gewartet und betankt werden.